# Атаманенко Борис Анатолійович
Атаманенко Борис Анатолійович (3 січня 1956) — професор Національного університету «Львівська політехніка», академік Академії технологічних та інженерних наук України, захистив дисертацію «Оптичні та структурні властивості нітриду сполук перехідних металів і вуглецю, витягнутих лазерних методів» для отримання докторського ступеня.

## Професійна діяльність
Закінчив фізичний факультет Київського національного університету імені Тараса Шевченка.
До 1994 р. — працював у Національній академії наук України
З 1995 р. — 1-й заступник виконавчого директора; директор Департаменту міжнародного співробітництва та європейської інтеграції.
З 2004 р. — Член-корпорації АІНУ(Академія інженерних наук України).
З 2005 р. — Почесний професор НУ «Львівська політехніка».
До 2008 р. — в підпорядкуванні Національного космічного агентства України виступив як співзасновник міжурядової організації «УНТЦ» (Науково-технологічний Центр України), створеної урядами США, Україна, ЄС і Канади з метою сприяння конверсії в ракетно-космічній галузі України, Узбекистану, Азербайджану, Грузії та Молдови.
2008 р. — директор з міжнародних відносин на українському космічному агентстві

## Професійні досягнення
Брав участь у розробці міжнародних угод про співробітництво в галузі дослідження і мирного використання космічного простору між Україною та Європейським космічним агентством, США, Республіки Корея, Індії, Перу, Алжиру, Саудівської Аравії, держав Російської Федерації, Білорусі, Азербайджан, Китай, Республіка Судан.
Експерт у галузі дотримання міжнародних зобов'язань України в РКРТ з розробки ракет-носіїв (Циклон-4), супутників дистанційного зондування Землі (СІЧ космічних апаратів), наземної інфраструктури обладнання (в рамках міжнародного GPS супутникової навігації проектів, ГЛОНАСС, Galileo), а також на навчання студентів для космічної галузі.
Урядовий експерт Україна в ООН по прозорості і заходів довіри в космічній діяльності, а також на Гаазького кодексу поведінки щодо запобігання розповсюдження балістичних ракет.

## Патенти
- У 2000 р. запатентував: «Спосіб обробки вісмутового надпровідного матеріалу [Архівовано 17 грудня 2014 у Wayback Machine.]».

- Спосіб виготовлення нанокристалічного надпровідного матеріалу.

- Спосіб створення переходу джозефсона.

- Металеві монокристали з високою температурою надпровідного переходу.